# Era Mòla de Les
Era Mòla de Les és un edifici del municipi de Les (Vall d'Aran) protegit com a bé cultural d'interès local.

## Descripció
Es tracta d'un edifici més aviat petit, de secció quadrangular amb una planta i coberta piramidal d'encavallades de fusta i llosat de pissarra. Per al seu funcionament es construí un canal anomenat Garoneta, en l'actualitat sota el paviment del carrer Paissas, que el travessava en un sentit perpendicular, segons es comprova per la part superior de l'arcada que emergeix del nivell del terra en la façana de migdia. Els murs foren bastits amb obra de paredat ben lligada, amb les cantonades travades. Les façanes presenten senzilles obertures de fusta, amb la porta orientada a llevant.

## Història
L'arrendament del molí de Les l'any 1707 per part dels cònsols i vila de Les, preveu la reparació de la "pachera" a conseqüència d'avingudes del riu o bé en el cas que hom baixés fusta pel riu Garona; així com la prohibició que les dones exercissin de moliners. Hom consignà la Mòla de Les en les Respostes Genereral del Cadastre de 1717. Foren moliners Joan Medan (1739) i Domènec Farrera (1783) El canal donà origen a l'Illa anomenada del Casino i després de Saint Joseph, per raó del Pensionat dels Germans de la Salle de Tolosa de Llenguadoc.